# Температура склування

Залежність модуля пружності від температури

Температура склування — температура, нижче якої аморфні речовини втрачають пластичність і стають крихкими.
Позначається Tg.
Говорять, що температура склування визначає межу, нижче якої аморфна речовина перебуває в склоподібному стані, а вище якої — в каучукоподібному стані (англ. rubbery state).
Температура склування важлива характеристика для полімерів, оскільки визначає інтервал їхнього застосування.
Деякі речовини характеризуються двома температурами. При температурі плавлення Tm вони повністю втрачають структуру й стають рідинами. При температурі, вищій за температуру склування вони розм'якають. Залежність модуля Юнга такої речовини від температури показана на малюнку праворуч.

## Методи вимірювання температури склування
Температуру склування можна визначати по зміні різних фізичних властивостей полімеру в залежності від температури. При цьому, приймаючи до уваги релаксаційний характер процесу склування, необхідно враховувати часовий фактор (швидкість нагрівання чи охолодження, час дії сили і т. д.). При достатньо повільному охолодженні або достатньо великому часі впливу сили значення температур склування для одного і того ж полімеру, отримані різними методами, зазвичай збігаються. Найбільшого поширення набули методи дослідження наступних властивостей:
- питомого об'єму (дилатометричний метод)
- теплоємності
- модуля пружності
- деформації

## Температура склування полімерів
Для полімерів — температура, при який полімер переходить при охолодженні з в'язкоплинного в склоподібний стан, це границя теплотривкості скловидних полімерів.